# Хосе Парра
Хосе Парра Мартінес (ісп. José Parra Martínez, 28 серпня 1925, Бланес — 29 лютого 2016, Тарраса) — іспанський футболіст, що грав на позиції захисника, зокрема, за клуб «Еспаньйол», а також національну збірну Іспанії.

## Клубна кар'єра
У футболі дебютував 1946 року виступами за команду «Терраса», в якій провів один сезон. 
Своєю грою за цю команду привернув увагу представників тренерського штабу клубу «Еспаньйол», до складу якого приєднався 1947 року. Відіграв за барселонський клуб наступні десять сезонів своєї ігрової кар'єри. Більшість часу, проведеного у складі «Еспаньйола», був основним гравцем захисту команди.
Завершив професійну ігрову кар'єру у клубі «Картахена», за команду якого виступав протягом 1957—1958 років.

## Виступи за збірну
1950 року дебютував в офіційних матчах у складі національної збірної Іспанії. Протягом кар'єри у національній команді провів у її формі 7 матчів.
У складі збірної був учасником чемпіонату світу 1950 року у Бразилії, де зіграв з Чилі (2-0), з Англією (1-0) на першому груповому етапі і з Уругваєм (2-2), з Бразилією (1-6) і зі Швецією (1-3) на другому. 
Помер 29 лютого 2016 року на 91-му році життя у місті Тарраса.